# 숀 크로퍼드
숀 크로퍼드(Shawn Crawford, 1978년 1월 14일 ~ )는 미국의 육상 선수로 200m와 100m를 뛴 선수이다.

## 생애
숀 크로퍼드는 사우스캐롤라이나주의 반 윅(Van Wyck)에서 태어났다. 인디안 랜드 고등학교와 클렘슨 대학교를 나오면서 고등학교와 대학 시절부터 두각을 나타냈다.
2001년 3월 리스본에서 열린 세계실내육상선수권 200m에서 20초 63의 기록으로 금메달을 땄다. 에드먼턴에서 열린 세계육상선수권 200m에서는 20초 20으로 동메달을 땄다. 그 뒤 굿윌 게임 200m 부문에서 그 해의 두 번째 금메달을 획득했다.
2002년 4월 남아프리카공화국의 프리토리아에서 19초 85의 개인 신기록을 세웠으며 2003년엔 폭스 TV의 프로그램인 Man vs Beast에 출연해 얼룩말과 달리기 경주를 하기도 했다.
2004년 3월, 부다페스트 세계실내육상선수권 60m 부문 2위로 시즌을 출발했다. 국가대표선발전에선 100m에서 9초 93의 개인 신기록을 기록하며 3위를 차지, 모리스 그린, 저스틴 게이틀린과 함께 국가대표로 선발되었다. 7일 뒤 벌어진 200m 경기에선 19초 99로 1위를 차지하며 가볍게 국가대표에 선발됐다. 6월, 오리건주의 유진 시에서 100m 9초 88을 기록하며 100m 개인 신기록을 또 다시 경신했다.
두달 후인 8월, 아테네 올림픽에 출전한 그는 100m에서 1위인 저스틴 게이틀린과 0.04초 차이인 9초 89로 4위에 그쳤다. 3위인 모리스 그린과는 불과 0.02초 차이였다. 하지만 200m에서는 19초 79의 개인 신기록을 세우며 금메달을 따냈다. 이후 4x100m 계주에서도 미국 팀으로 출전하여 은메달을 획득했다.
하지만 성공적인 올림픽을 치르고 난 뒤로는 페이스가 좋지 않았다. 2005년, 제10회 헬싱키 세계육상선수권 100m에서 10초 28의 저조한 기록으로 준결승에서 탈락했고 2006년과 2007년에도 개인 기록을 앞당기지 못했다.
2008년, 베이징 올림픽 국가대표 선발전에서 100m는 탈락했지만 200m에서 2위로 국가대표에 선발됐다. 베이징 올림픽 200m 결승에서 19초 96의 기록으로 4위에 그쳤지만 2위와 3위로 들어온 추란디 마르티나와 월러스 스피어몬이 선을 밟았다는 이유로 실격당하면서 은메달을 땄다.

## 개인 최고 기록
| 종목      | 날짜       | 장소   | 대회               | 기록    | 바람      |
| --------- | ---------- | ------ | ------------------ | ------- | --------- |
| 100m      | 2004/06/19 | 유진   |                    | 9초 88  | ±1.80 mps |
| 200m      | 2004/08/26 | 아테네 | 2004 아테네 올림픽 | 19초 79 | ±1.20 mps |
| 60m(실내) | 2004/02/28 | 보스턴 |                    | 6초 47  | 없음      |